# ミズムシ (昆虫)
ミズムシ（水虫）は、カメムシ目ミズムシ科（Corixidae）に属する水生昆虫である。多くの水生カメムシ類が鎌状の前肢をもち、鋭い口の捕食者であるのに対して、ミズムシ類は藻類などを食べるおとなしい虫である。

## 形態
おおよそ1cmに満たない小型の昆虫である。中でもチビミズムシはさらに小さく、3mm程しかないが、その他のものは5mmを超えるくらい、たいていは7-8mmである。体は前後が丸くなった長方形で頭も胴も、ほぼ同じ幅である。ただ、チビミズムシ類はやや楕円形をしている。また、背腹方向にやや偏平になっている。
頭部は幅広く、左右に大きな複眼がある。触角は目立たない。下面にある口は、吸い口ではあるが、ごく短い。
前胸とそれ以降の胴体とは、幅がほぼ同じ、成虫では胴体の背面は翅で覆われる。背面はつやつやして水を弾く。
前肢はごく短く、鎌状というよりスプーン型である。中肢は長く、先がカギ状になって、体を器物に固定するのに使われる。後肢は長く、先がオールのようになって、遊泳用に使われる。また、前肢の部分に発音器官があり、短く鋭い音をたてるものがある。
卵は水中の水草の茎などに産み付ける。幼虫は、体がやや短く翅がない以外は成虫に酷似している。

## 習性
多くは浅い、穏やかな水域に生息する。チビミズムシ類には流水に生息するものもあり、浅い河川の底に多数がいるのを見ることがある。また、チビミズムシ類には雄が体の一部をこすり合わせて発音する種がいくつも知られており、晴れた気温の高い日に浅い水溜りなどにクロチビミズムシのようなチビミズムシ類が群れているところに顔を近づけると、シュゥ・シュゥとあたかもガス管からガス漏れしているような音が聞こえてくる。
普段は水中を泳ぎ回って暮らすより、水底にじっとしていることが多い。泳ぎは素早く、短時間で移動すると、また水底に体を固定する、というような動きかたである。外見では似ていてもマツモムシのように長時間にわたってゆっくり泳ぐ、というようなことはない。成虫では背面にたたんだ翅の下に、幼虫では腹面に密生した毛の間に空気を保持して呼吸しているため、何かに体を固定しないと浮いてしまう。
多くの水生カメムシ類が強力な捕食者であるのに対して、この類はそのような面が少ない。ミゾナシミズムシのように一部にボウフラのような小型の水生昆虫などを捕食するものもあるが、多くのものはせいぜいワムシ程度の微小動物を捕食したり、単細胞の藻類や糸状藻類のような微生物の細胞に顔面からわずかに突出する円錐形の口吻を突き刺して、原形質を摂取する。そのため、浅い水溜りの水底にしがみついている個体を観察すると、スプーン状の前肢で盛んに泥の表面を掬い取るようにして餌をあさっているのを見ることがある。

## 分類
いくつかの属があるが、チビミズムシ属を除いてはいずれも外見がよく似ているうえ、同属の種も多いので、分類は難しい。日本では約30種が知られているが、未記録種も存在しているものと考えられている。また、一部のため池に生息する種は生息地が減少しているため、絶滅を危惧されている。ここでは日本産の普通種の一部を挙げるにとどめる。
ミヤケミズムシ属 Cenocorixa
- ミヤケミズムシ C. vittipennis Horvath

コミズムシ属 Sigara
- エサキコミズムシ S. septemlineata Pavia
- コミズムシ S. substriata Uhler
- ハラグロコミズムシ S. nigroventalis Matsumura

ミゾナシミズムシ属 Cymatia
- ミゾナシミズムシ C. apparens Distant

ミズムシ属 Hesperocorixa
- ミズムシ H. distanti Kirkaldy
- ナガミズムシ H. mandschurica Jackzewski
- オオミズムシ H. kolthoffi Lunbelad

チビミズムシ属 Micronecta
- チビミズムシ M. sendula Horvath
- クロチビミズムシ M. orientalis Wroblewski
- ウスイロチビミズムシ M. sahlbergi Jakovlev

## 利用
他の水生カメムシのように魚を襲うこともなく、経済上や人間社会に直接は全くの無害無用の昆虫であるが、ミズムシをつかった遊びがあり、その面では有用ともいえる。ミズムシは風船虫（ふうせんむし）ともよばれるが、夜間に明かりに飛んできたミズムシの中で比較的大型のものを使う遊びのなかで生まれた別名である。ミズムシは、水中を泳ぐとすぐに水底に脚でしがみついて体を固定する。そうしないと呼吸のために保持している空気の浮力で浮いてしまうためである。そこで、まず、コップに水をいれ、色紙を小さく切って沈めておく。その中にこの虫をいれると、ミズムシはすぐに水底に潜り、色紙につかまる。すると、虫は紙を持ったままで浮いてくる。水面に達すると、ミズムシはあわてて再び潜り、また別の色紙につかまる。するとまた紙と一緒に浮きはじめ、虫が離れた紙は沈む。これを繰り返すため、やがてコップの中は浮かぶ色紙、沈む色紙とさまざまな色紙が舞うようになるのを見る遊びである。
紙をつかんで浮いてくる虫が、まるで風船のようだというので、これを風船虫というようになった。このことはよく子供向の本にも紹介されているので、現実の現代生活で親しまれている実態以上に有名になっている模様である。
日本国外においては、この類を食用にする例がある。メキシコでは、この類の Corosiella spp. や Krizousacorixa spp. の卵を ahuahutle と呼び、食用にしている。産卵期にアシの茎の束を湖に沈め、これに産卵させる。アシの茎が真っ白になるほど卵がつくという。これを乾燥させ、そのまま食べるか、豆の碾き割りを交ぜて食べる。